# Bluebook
The Bluebook: A Uniform System of Citation är den i USA mest använda handboken för hur juridiska referenser skall skrivas. Den har sammanställts av Harvard Law Review Association, Columbia Law Review, University of Pennsylvania Law Review, och Yale Law Journal. För närvarande föreligger den 18:e upplagan.
En online-version av Bluebook lanserades 2008.